# Staurogyne longibracteata
Staurogyne longibracteata är en akantusväxtart som beskrevs av E. Hossain. Staurogyne longibracteata ingår i släktet Staurogyne och familjen akantusväxter. Inga underarter finns listade i Catalogue of Life.